# Plounéour-Brignogan-Plages
Plounéour-Brignogan-Plages é uma comuna francesa na região administrativa da Bretanha, no departamento de Finistère. Estende-se por uma área de 14.28 km². Em 2010 a comuna tinha 1 962 habitantes (densidade: 137,4 hab./km²).
Foi criada em 1 de janeiro de 2017, após a fusão das antigas comunas de Brignogan-Plages e Plounéour-Trez.